# Radiação eletromagnética
A radiação eletromagnética é uma oscilação em fase dos campos elétricos e magnéticos, que se autossustentam e estão desacoplados das cargas elétricas de onde são provenientes. As oscilações dos campos magnéticos e elétricos são perpendiculares entre si e podem ser entendidas como a propagação de uma onda transversal, já que as perturbações são perpendiculares à direção de propagação da onda, assim como as ondas da superfície de uma lâmina de água, por exemplo. Diferente de ondas mecânicas, esta se propaga no vácuo. Dentro do ponto de vista da Mecânica Quântica, podem ser entendidas, ainda, como o deslocamento de pequenas partículas, os fótons (partículas sem carga com massa de repouso nula, conhecidas como quanta do campo eletromagnético, e responsáveis por toda interação eletromagnética).
A radiação eletromagnética pode ser classificada de acordo com sua frequência, a partir da qual diferentes comprimentos de onda estão associados, nas seguintes faixas: ondas de rádio, micro-ondas, radiação terahertz, radiação infravermelha, luz visível, radiação ultravioleta, raios X e radiação gama.
O espectro visível, ou simplesmente luz visível, é apenas uma pequena parte de todo o espectro da radiação eletromagnética possível, que vai desde as ondas de rádio aos raios gama. A existência de ondas eletromagnéticas foi prevista por James Clerk Maxwell e confirmada experimentalmente por Heinrich Hertz. Aplicações deste fenômeno podem ser encontradas na radiotransmissão, no aquecimento de alimentos (fornos de micro-ondas), em lasers para corte de materiais ou mesmo na simples lâmpada incandescente.
No vácuo, ondas eletromagnéticas se propagam na velocidade da luz, comumente denotada por c. No espectro eletromagnético a posição de uma onda é localizada de acordo com sua frequência ou comprimento. Ele é divido em regiões, e dentro de um intervalo de frequências (ou comprimento) são classificadas diferentes tipos de ondas. Essas regiões determinam ondas diferentes, uma vez que possuem diferentes fontes de emissão e diferentes efeitos quando incididas na matéria. 
Ondas eletromagnéticas são emitidas por partículas eletricamente carregadas sob efeito de aceleração e podem subsequentemente interagir com outras partículas carregadas, exercendo força sobre elas. Estas ondas absorvem energia, momento e momento angular da partícula com a qua interagem e podem transmitir tais quantidades em sua interação com a matéria. 
No que tange às fontes de radiação, houve muitas controvérsias sobre se uma carga acelerada poderia irradiar ou não, em parte por causa do princípio da equivalência.
Já a eletrodinâmica quântica é o estudo da forma que a radiação eletromagnética interage com a matéria no nível atômico. Efeitos quânticos fornecem fontes adicionais de radiação, como a transição de elétrons para níveis inferiores de energia em um átomo ou a radiação de corpo negro, por exemplo.
A energia de um único fóton é quantizada e proporcional à sua frequência. Tal relação é dada pela equação de Planck E=hf, onde E é a energia do fóton, f sua frequência e h a constante de Planck. um fóton de raio gamma, por exemplo, pode carregar até ~100,000 vezes a energia de um fóton de luz visível.
Os efeitos da radiação eletromagnética em compostos químicos e organismos biológicos depende tanto da potência quanto da frequência da radiação. Ondas de baixas frequências (e.g. luz visível, radiação infravermelha, micro-ondas, ondas de rádio) são chamadas de radiação não ionizante, já que seus fótons não possuem energia suficiente para ionizar átomos e moléculas ou quebrar ligação químicas. Os efeitos deste tipo de radiação em sistemas químicos e tecidos vivos são causados principalmente por seu aquecimetno devido à energia transferida de muitos fótons.
Em contrapartida, radiações de altas frequências (e.g. ultravioleta, raios X, raios gama) são chamadas de radiação ionizante, uma vez que seus fótons possuem energia suficiente para ionizar moléculas ou quebrar ligações químicas. Tais radiações podem causar reações químicas danificando células, além de provocar o aquecimento e ser um perigo à saúde.

## Ondas eletromagnéticas

Representação esquemática de uma onda eletromagnética linearmente polarizada produzida por um dipolo elétrico oscilante (à esquerda). A onda se propaga ao longo do eixo horizontal com comprimento de onda λ (ao centro). O campo elétrico, o campo magnético e o vetor de onda são representados, respectivamente, em azul, vermelho e preto (à direita).

As ondas eletromagnéticas primeiramente foram previstas teoricamente por James Clerk Maxwell e depois confirmadas experimentalmente por Heinrich Hertz. Maxwell notou as ondas a partir de equações de electricidade e magnetismo, revelando sua natureza e sua simetria. Faraday mostrou que um campo magnético variável no tempo gera um campo eléctrico. Maxwell mostrou que um campo eléctrico variável com o tempo gera um campo magnético, com isso há uma autossustentação entre os campos eléctrico e magnético. Em seu trabalho de 1862, Maxwell escreveu:
"A velocidade das ondas transversais em nosso meio hipotético, calculada a partir dos experimentos electromagnéticos dos Srs. Kohrausch e Weber, concorda tão exactamente com a velocidade da luz, calculada pelos experimentos óticos do Sr. Fizeau, que é difícil evitar a inferência de que a luz consiste nas ondulações transversais do mesmo meio que é a causa dos fenômenos eléctricos e magnéticos."[carece de fontes?]

### Ondas harmônicas
Uma onda harmônica é uma onda com a forma de uma função senoidal, como na figura, no caso de uma onda que se desloca no sentido positivo do eixo dos {\displaystyle x}.
A distância {\displaystyle \lambda } entre dois pontos consecutivos onde o campo e a sua derivada têm o mesmo valor, é designada por comprimento de onda (por exemplo, a distância entre dois máximos ou mínimos consecutivos). O valor máximo do módulo do campo, {\displaystyle E_{0}}, é a sua
amplitude.

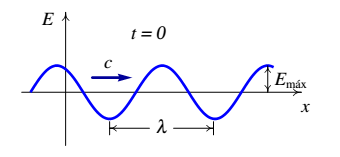
Onda Harmônica

O tempo que a onda demora a percorrer um comprimento de onda designa-se por {período}, {\displaystyle T}.
O inverso do período é a frequência {\displaystyle f=1/T}, que indica o número de comprimentos de onda que passam por um ponto, por unidade de tempo. No sistema SI a unidade da frequência é o hertz, representado pelo símbolo Hz, equivalente a {\displaystyle s^{-1}}.
No caso de uma onda eletromagnética no vácuo, a velocidade de propagação é {\displaystyle c} que deverá verificar a relação:
{\displaystyle c={\frac {\lambda }{T}}=\lambda \,f}
A equação da função representada na figura acima é:
{\displaystyle E(x)=E_{\text{máx}}\,\sin(2\,\pi \,{\frac {x}{\lambda }}+\varphi )}
onde a constante {\displaystyle \varphi } é a fase inicial. Essa função representa a forma da onda num instante inicial, que podemos admitir {\displaystyle t=0}.
Para obter a função de onda num instante diferente, teremos que substituir {\displaystyle x} por
{\displaystyle x-c\,t}, já que a onda se propaga no sentido positivo do eixo dos
{\displaystyle x}, com velocidade {\displaystyle c}.
{\displaystyle E(x,t)=E_{\text{máx}}\,\sin {\Bigg [}{\frac {2\,\pi }{\lambda }}\,(x-c\,t)+\varphi {\Bigg ]}}
usando a relação entre a velocidade e o período, podemos escrever:
{\displaystyle E(x,t)=E_{\text{máx}}\,\sin {\Bigg (}2\,\pi {\Bigg (}{\frac {x}{\lambda }}-{\frac {t}{T}}{\Bigg )}+\varphi {\Bigg )}}
Se substituirmos {\displaystyle x=0}, obteremos a equação que descreve o campo elétrico na origem, em função do tempo:
{\displaystyle E(t)=-E_{\text{máx}}\,\sin {\Bigg (}2\,\pi \,{\frac {t}{T}}+\varphi {\Bigg )}}
assim, o campo na origem é uma função sinusoidal com período {\displaystyle T} e amplitude {\displaystyle E_{\text{máx}}}. O campo em outros pontos tem exatamente a mesma forma sinusoidal, mas com diferentes valores da fase.

#### Propriedades

Representação do fenômeno de interferência entre duas ondas transversais. A imagem mostra a interferência construtiva quando as cristas das ondas azul e verde se encontram, e uma interferência destrutiva quando os vales destas mesmas ondas coincidem no espaço. Essa representação é demonstrada pela onda vermelha, a qual representa a soma das outras duas.

Os campos eléctrico e magnético obedecem aos princípios da superposição de ondas. Portanto, é possível somá-los, uma vez que ambos são campos vetoriais. Desta forma, um campo eletromagnético possui contribuições individuais dos campos elétrico e magnético, independente de sua origem (campos gerados por partículas ou pela variação de outro campo). 
Esta superposição de seus vetores criam os fenômenos da refração e da difração. Uma onda eletromagnética  pode interagir com a matéria e, em particular, perturbar átomos e moléculas que as absorvem, podendo os mesmos emitir ondas em outra parte do espectro.
Como qualquer fenômeno ondulatório, as ondas eletromagnéticas podem interferir entre si. Sendo a luz uma oscilação, ela não é afetada pela estática eléctrica ou por campos magnéticos de uma outra onda eletromagnética no vácuo. Em um meio não linear, como um cristal, por exemplo, interferências podem acontecer e causar o efeito Faraday, em que a onda pode ser dividida em duas partes com velocidades diferentes. 

Na refração, uma onda, transitando de um meio para outro de densidade diferente, tem alteradas sua velocidade e sua direcção (caso esta não seja perpendicular à superfície) ao entrar no novo meio. A relação entre os índices de refracção dos dois meios determina a escala de refração medida pela lei de Snell:
{\displaystyle N_{1}\operatorname {sen}(i)=N_{2}\operatorname {sen}(r)}

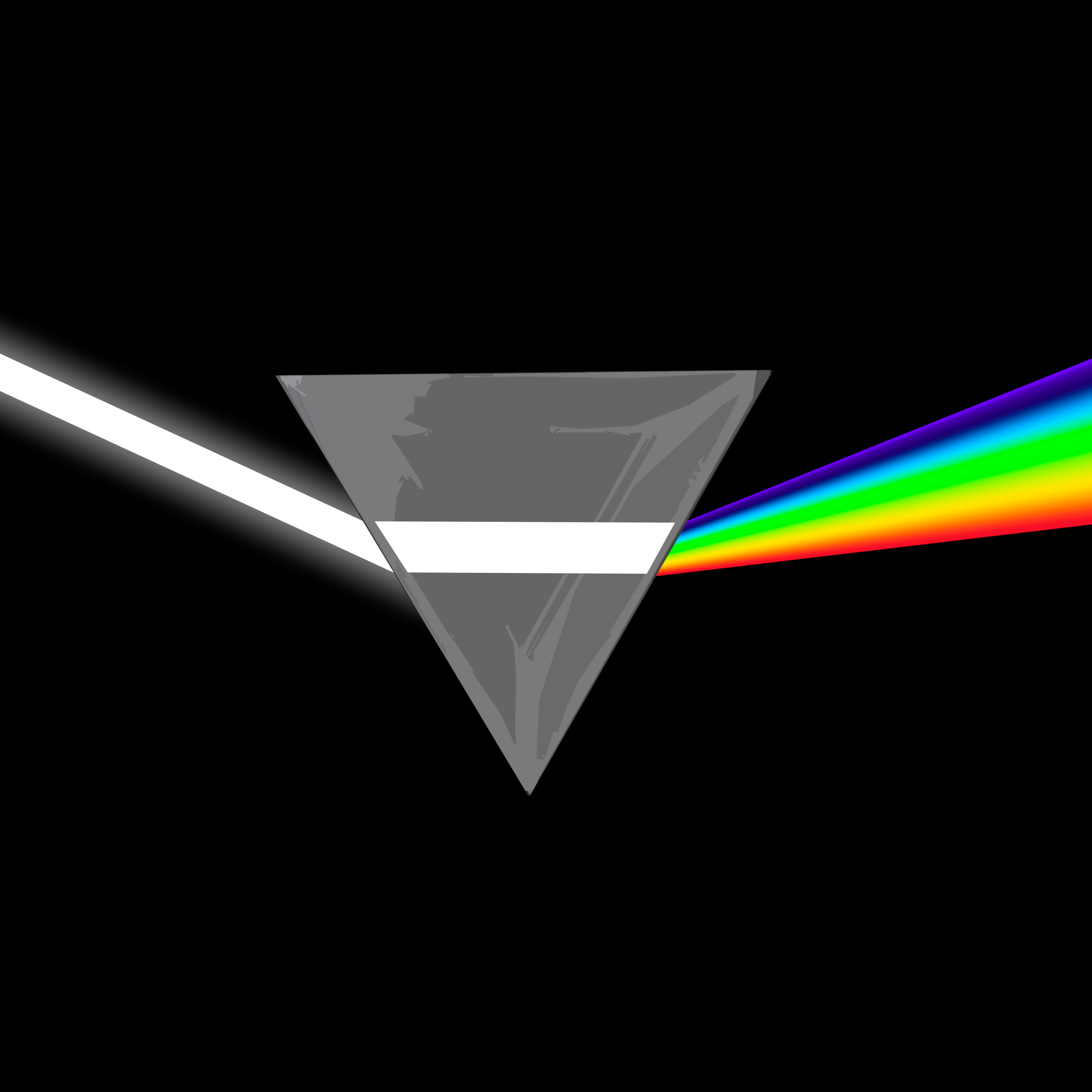
Representação do fenômeno de refração da luz visível por um prisma

Nesta equação, i é o ângulo de incidência, N1 é o índice de refração do meio 1, r é o ângulo de refração, e N2 é o índice de refração do meio 2.
A luz se dispersa em um espectro visível porque é reflectida por um prisma, devido ao fenômeno da refração. As características das ondas eletromagnéticas demonstram as propriedades de partículas e da onda ao mesmo tempo, e se destacam mais quando a onda é mais prolongada.
Além disso, a radiação eletromagnética exibe uma propriedade dupla de se comportar como onda e partícula ao mesmo tempo (ver dualidade onda-partícula) de modo que se propaga como a primeira, mas ao interagir com matéria apresenta o comportamento da última. Isto no entanto foi constatado somente com o advento da física moderna.  

#### Modelo de onda eletromagnética
Um importante aspecto da natureza da luz é a frequência uma onda, sua taxa de oscilação. É medida em hertz, a unidade SIU de frequência, na qual um hertz (1,00 Hz) é igual a uma oscilação por segundo. A luz normalmente tem um espectro de frequências que, somadas, juntos formam a onda resultante. Diferentes frequências formam diferentes ângulos de refração. Uma onda consiste nos sucessivos baixos e altos, e a distância entre dois pontos altos ou baixos é chamado de comprimento de onda. Ondas eletromagnéticas variam de acordo com o tamanho, de ondas de tamanhos de prédios a ondas gama pequenas menores que um núcleo atômico. A frequência é inversamente proporcional ao comprimento da onda, de acordo com a equação:
{\displaystyle \displaystyle v=\lambda f}.
Nesta equação, v é a velocidade, λ (lambda) é o comprimento de onda, e f é a frequência da onda.
Na passagem de um meio material para outro, a velocidade da onda muda, mas a frequência permanece constante. A interferência acontece quando duas ou mais ondas resultam em um novo padrão de onda. Se os campos tiverem as componentes nas mesmas direções, uma onda "coopera" com a outra (interferência construtiva); entretanto, se estiverem em posições opostas, pode haver uma interferência destrutiva.

#### Modelo de partículas
Um feixe luminoso é composto por pacotes discretos de energia, caracterizados por consistirem em partículas denominadas fotões (português europeu) ou fótons (português brasileiro). A frequência da onda é proporcional à magnitude da energia da partícula. Como os fótons são emitidos e absorvidos por partículas, eles actuam como transportadores de energia. A energia de um fóton é calculada pela equação de Planck-Einstein:
{\displaystyle \displaystyle E=hf}.
Nesta equação, E é a energia, h é a constante de Planck, e f é a frequência.
Se um fóton for absorvido por um átomo, ele excita um electrão (português europeu) ou elétron (português brasileiro), elevando-o a um alto nível de energia. Se o nível de energia é suficiente, ele pula para outro nível maior de energia, podendo escapar da atração do núcleo e ser liberado em um processo conhecido como fotoionização. Um elétron que descer ao nível de energia menor emite um fóton de luz igual a diferença de energia. Como os níveis de energia em um átomo são discretos, cada elemento tem suas próprias características de emissão e absorção.[carece de fontes?]

## Espectro eletromagnético

Espectro eletromagnético com o espectro de luz visível indicado

O espectro eletromagnético é classificado normalmente pelo comprimento da onda, como as ondas de rádio, as micro-ondas, a radiação infravermelha, a luz visível, os raios ultravioleta, os raios X, até a radiação gama.
O comportamento da onda eletromagnética depende do seu comprimento de onda. Ondas com frequências altas possuem comprimento de onda curto e, por outro lado, ondas com frequências baixas possuem comprimento de onda longo . Quando uma onda interage com uma única partícula ou molécula, seu comportamento depende da quantidade de fótons por ela carregada.[carece de fontes?] Através da técnica denominada Espectroscopia óptica, é possível obter-se informações sobre uma faixa visível mais larga do que a visão normal. Um espectroscópio comum pode detectar comprimentos de onda de 2 nm a 2 500 nm.
Essas informações detalhadas podem informar propriedades físicas dos objetos, gases e até mesmo estrelas. Por exemplo, um átomo de hidrogênio emite ondas em comprimentos de 21,12 cm. A luz propriamente dita corresponde à faixa que é detectada pelo olho humano, entre 400 nm a 700 nm (um nanômetro vale 1,0×10−9 metro). As ondas de rádio são formadas de uma combinação de amplitude, frequência e fase da onda com a banda da frequência.

## Interação da radiação com a matéria

### Radiação de corpo negro
A radiação de corpo negro, também conhecida por radiação térmica, é a radiação eletromagnética emitida por um corpo em qualquer temperatura, constituindo uma forma de transmissão de calor, ou seja, por meio deste tipo de radiação ocorre transferência de energia térmica na forma de ondas eletromagnéticas. Quando a matéria emite e absorve perfeitamente qualquer comprimento de onda e está em equilíbrio termodinâmico, considera-se que é um corpo negro, e sua radiação é chamada de radiação de corpo negro.
A energia cinética de átomos e moléculas varia, converte-se em energia térmica e resulta na radiação eletromagnética térmica. Como as ondas eletromagnéticas também podem se propagar no vácuo, a transferência de calor de um corpo a outro ocorre mesmo se não existir meio material entre os dois, como é o caso da energia emitida pelo Sol e que chega à Terra.

Leis de Wien e de Planck: à medida que a temperatura diminui, o pico da curva da radiação de um corpo negro se desloca para menores intensidades e maiores comprimentos de onda.

A Lei de Wien relaciona o comprimento de onda em que há máxima emissão de radiação de corpo negro com uma temperatura e determina que o comprimento de onda emitido diminui com o aumento da temperatura. A Lei de Planck para radiação de corpo negro exprime a radiância espectral em função do comprimento de onda e da temperatura do corpo negro e fornece a distribuição dos comprimentos de onda no espectro em função da temperatura. A maior parte da irradiação ocorre em um comprimento de onda específico, chamado de comprimento de onda principal de irradiação, que depende da temperatura do corpo. Quanto maior a temperatura, maior a frequência da radiação e menor o comprimento de onda.

## História da descoberta
A radiação eletromagnética de comprimentos de onda diferentes da luz visível foi descoberta no início do século XIX. A descoberta da radiação infravermelha é atribuída ao astrônomo William Herschel, que publicou seus resultados em 1800 perante a Royal Society de Londres. Herschel usou um prisma de vidro para refratar a luz do Sol e detectou raios invisíveis que causavam aquecimento além da parte vermelha do espectro, por meio de um aumento na temperatura registrada com um termômetro. Esses "raios caloríficos" foram posteriormente denominados infravermelhos.
Em 1801, o físico alemão Johann Wilhelm Ritter descobriu o ultravioleta em um experimento semelhante ao de Herschel, usando luz solar e um prisma de vidro. Ritter observou que os raios invisíveis perto da borda violeta de um espectro solar dispersos por um prisma triangular escureceram as preparações de cloreto de prata mais rapidamente do que a luz violeta próxima. Os experimentos de Ritter foram um precursor do que se tornaria a fotografia. Ritter observou que os raios ultravioleta (que a princípio eram chamados de "raios químicos") eram capazes de causar reações químicas.

James Clerk Maxwell

Em 1862-64, James Clerk Maxwell desenvolveu equações para o campo eletromagnético que sugeriam que as ondas no campo viajariam com uma velocidade muito próxima da velocidade conhecida da luz. Maxwell, portanto, sugeriu que a luz visível (assim como os raios infravermelhos e ultravioletas invisíveis por inferência) consistiam na propagação de distúrbios (ou radiação) no campo eletromagnético. As ondas de rádio foram produzidas pela primeira vez deliberadamente por Heinrich Hertz em 1887, usando circuitos elétricos calculados para produzir oscilações a uma frequência muito mais baixa do que a da luz visível, seguindo receitas para produzir cargas e correntes oscilantes sugeridas pelas equações de Maxwell. Hertz também desenvolveu maneiras de detectar essas ondas e produziu e caracterizou o que mais tarde foi denominado ondas de rádio e micro-ondas.
Wilhelm Röntgen descobriu e nomeou os raios X. Depois de experimentar altas voltagens aplicadas a um tubo evacuado em 8 de novembro de 1895, ele notou uma fluorescência em uma placa próxima de vidro revestido. Em um mês, ele descobriu as principais propriedades dos raios X.
A última porção do espectro EM a ser descoberta estava associada à radioatividade. Henri Becquerel descobriu que os sais de urânio causavam o embaçamento de uma chapa fotográfica não exposta através de um papel de cobertura de maneira semelhante aos raios X, e Marie Curie descobriu que apenas certos elementos emitiam esses raios de energia, logo descobrindo a intensa radiação do rádio. A radiação da pechblenda foi diferenciada em raios alfa (partículas alfa) e raios beta (partículas beta) por Ernest Rutherford através de uma simples experimentação em 1899, mas estes provaram ser tipos de radiação de partículas carregadas. No entanto, em 1900, o cientista francês Paul Villard descobriu um terceiro tipo de radiação do rádio de carga neutra e especialmente penetrante, e depois de descrevê-lo, Rutherford percebeu que deveria ser ainda um terceiro tipo de radiação, que em 1903 Rutherford chamou de raios gama. Em 1910, o físico britânico William Henry Bragg demonstrou que os raios gama são radiação eletromagnética, não partículas, e em 1914 Rutherford e Edward Andrade mediram seus comprimentos de onda, descobrindo que eram semelhantes aos raios X, mas com comprimentos de onda mais curtos e frequência mais alta, embora um 'cross-over' entre os raios X e gama torna possível ter raios X com uma energia mais alta (e, portanto, comprimento de onda mais curto) do que os raios gama e vice-versa. A origem do raio os diferencia, os raios gama tendem a ser fenômenos naturais originados do núcleo instável de um átomo e os raios X são gerados eletricamente (e, portanto, feitos pelo homem), a menos que sejam resultado da radiação X bremsstrahlung causada por a interação de partículas em movimento rápido (como partículas beta) colidindo com certos materiais, geralmente de números atômicos mais altos.

## Aplicações tecnológicas

Esquema do espectro eletromagnético e exemplos das aplicações de seus respectivos comprimentos de ondas.

Entre inúmeras aplicações destacam-se o rádio, a televisão, radares, os sistemas de comunicação sem fio (telefonia celular e comunicação wi-fi), os sistemas de comunicação baseados em fibras ópticas e fornos de micro-ondas. Existem equipamentos para a esterilização de lâminas baseados na exposição do instrumento a determinada radiação ultravioleta, produzida artificialmente por uma lâmpada de luz negra. 
Estes são apenas alguns exemplos da diversificada gama de uso deste conhecimento no cotidiano. As ondas eletromagnéticas variam amplamente de acordo com sua frequência, o que implica diferentes efeitos e consequentemente aplicações. 